# Anton Bruckner

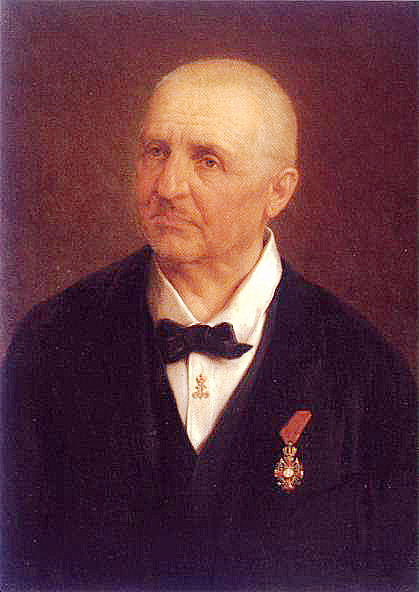
Anton Bruckner
(portret de Josef Büche, 1893)

Anton Bruckner (n. 4 septembrie 1824, Ansfelden, Austria Superioară, Austria – d. 11 octombrie 1896, Viena, Austro-Ungaria) a fost compozitor și organist austriac, precum și profesor universitar. Calitatea de compozitor i-a fost recunoscută de contemporani către sfârșitul vieții. A fost unul dintre cei mai importanți și inovatori creatori de muzică ai timpului său, iar lucrările sale au exercitat o mare influență asupra istoriei muzicii până în secolul al XX-lea.
Cele mai importante și probabil cele mai cunoscute dintre compoziții sale sunt simfoniile de mare amploare. A îmbogățit muzica religioasă cu lucrări importante, incluzând trei mari mise și un Te Deum. Ca organist, Anton Bruckner era deosebit de admirat pentru improvizațiile sale.

## Biografie

### Primii ani: 1824–1845
Bruckner a fost cel mai mare dintre cei doisprezece copii ai profesorului Anton Bruckner (1791–1837) și ai soției sale, Theresia, născută Helm (1801–1860). Fiind profesor într-o școală  de provincie, îndatoririle tatălui includeau asigurarea muzicii religioase în biserică (în calitate de cantor și organist) precum și a muzicii la sărbătorile locale ca violonist. Astfe, tânărul Bruckner a intrat în contact cu muzica încă de la o vârstă fragedă și a învățat să cânte la vioară, pian și la orgă. În jurul vârstei de zece ani, a lucrat ocazional ca organist suplinitor.
După moartea timpurie a tatălui său în 1837, mama sa l-a trimis la Mănăstirea Sankt Florian unde fiind membru al corului de băieți a primit și lecții de muzică. Urmând tradiția familiei, Bruckner a ales meseria de profesor. După ce a urmat seminarul pregătitor pentru profesori în Linz, a devenit asistent școlar în localitatea Windhaag, unde curând a intrat în conflict cu superiorul lui ceea ce a dus la transferul său la Kronstorf. Conflictul a pornit de la faptul că Bruckner compusese prea mult și improvizase la orgă în loc să-și îndeplinească îndatoririle care includeau pe lângă cele de la școală și biserică, munca la câmp și la pădure. Într-adevăr există cele trei așa-numite „mise corale” compuse de el în această perioadă, și anume Misa Windhague și două mise scurte: Misa Kronstorfer și Misa pentru Joia Mare. În 1845 a promovat examenul de profesorat și în același an a ocupat un post de profesor asistent la școala din Sankt Florian.

### Mănăstirea Sankt Florian: 1845–1855

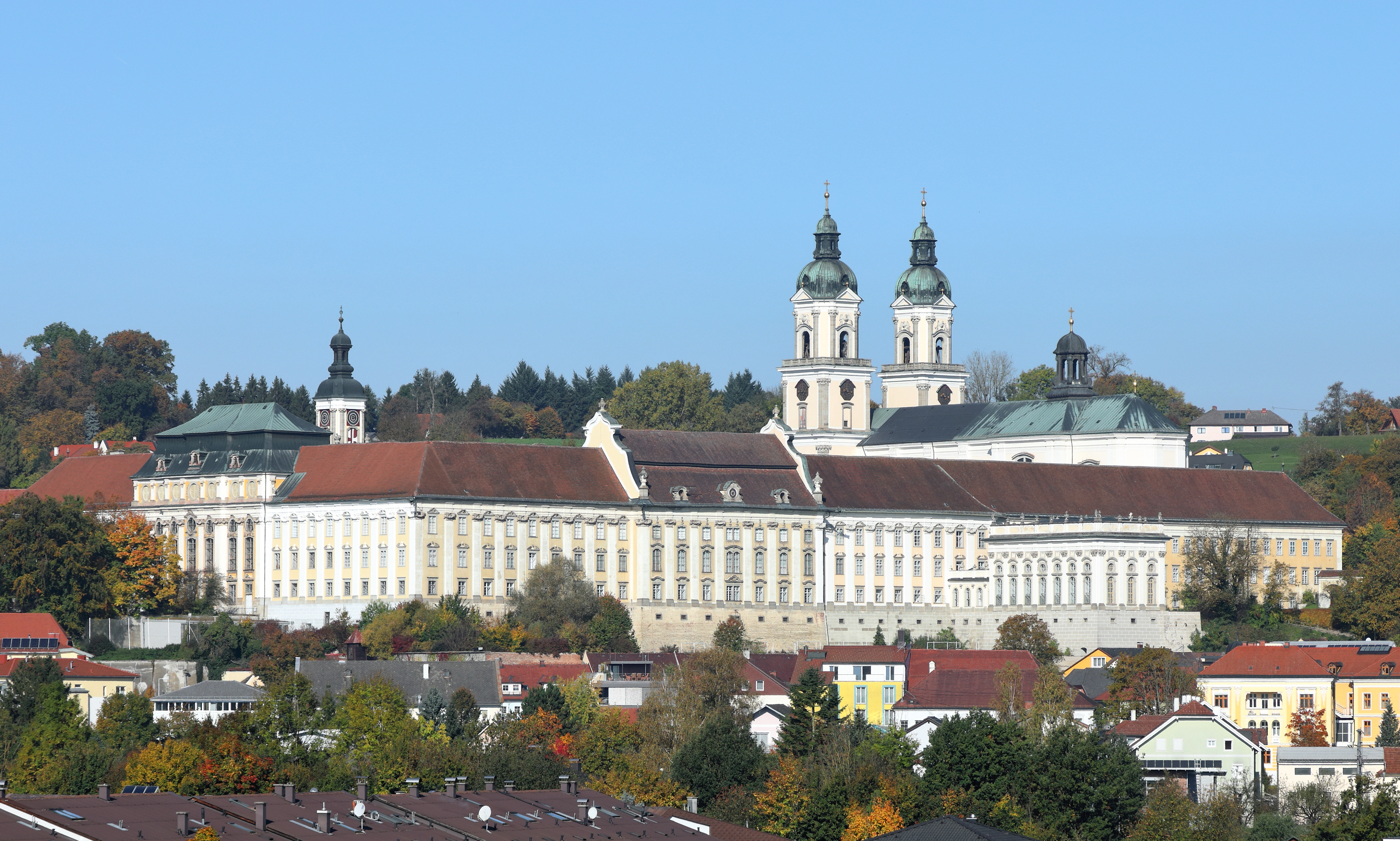
Mănăstirea Sankt Florian (Austria Superioară)

Deceniul petrecut de Bruckner la mănăstire a avut ca efect dezvoltarea sa treptată de la profesor la muzician profesionist. El a urmat un curs de perfecționare la Linz în 1850 și cinci ani mai târziu a promovat un examen pentru profesorat în școlile secundare. În același timp muzica a devenit din ce în ce mai importantă pentru el, perfecționându-și cântatul la orgă. Bruckner a obținut postul de organist provizoriu al Mănăstirii Sankt Florian în 1848 și trei ani mai târziu pe cel de organist. Primele sale compoziții de mai mare importanță au fost Requiem (1848) și Missa solemnis (1854), în afară de o serie de motete și melodiile Psalmilor 22 și 114.În 1854 Bruckner a călătorit pentru prima dată la Viena unde a promovat cu brio examenul de organist în fața lui Ignaz Aßmayer, capel-maistru la curte. În 1855 s-a aflat din nou la Viena unde a devenit studentul celebrului profesor teoretician Simon Sechter cu care studiaseră deja muzicieni importanți ca Franz Schubert și Franz Lachner. Lecțiile i-au fost predate în mare parte prin scrisori.

### Linz: 1855–1868

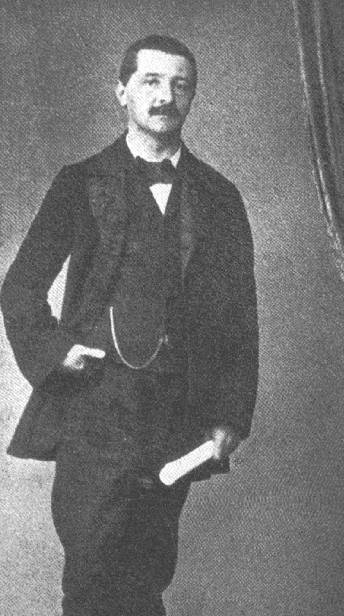
Anton Bruckner (c. 1855)

În 1855 a murit organistul catedralei din Linz și a fost organizat un concurs pentru a găsi un succesor. Inițial Bruckner nu s-a înscris la examen, dar s-a lăsat convins să participe deși nu depusese o cerere scrisă. Niciunul dintre concurenții nu a reușit să egaleze abilitățile sale de organist și ca urmare pe 8 decembrie în același an a fost numit organist al Catedralei Ignatiuskirche. În afară de această funcție a lucrat și ca organist în biserica parohială.
Bruckner devenise muzician profesionist deplin și a renunțat să mai lucreze ca profesor de școală. Pe lângă noua sa funcție, a continuat să urmeze cursuri cu Simon Sechter pe care l-a vizitat de mai multe ori la Viena. În 1860 a preluat conducerea unui cor bărbătesc (Liedertafel Frohsinn) fiind director de cor timp de câțiva ani cu câteva intermitențe. Cu acest cor Bruckner a susținut numeroase concerte câștigând o bună reputație ca dirijor de cor. Germanenzug se numără printre numeroasele lucrări compuse pentru cor. La 19 noiembrie 1861 și-a prezentat studiile de teoria muzicii unei comisii conduse de Simon Sechter, comisie care îi includea pe dirijorii Johann von Herbeck și Felix Otto Dessoff. A susținut examenul la orga Bisericii Piariste Maria Treu din Viena. Se spune că profesionalismul cu care Bruckner a făcut față probelor l-a inspirat pe Johann von Herbeck (ulterior un important susținător al lui Bruckner) să exclame celebra afirmație: „Ar fi trebuit să ne examineze el pe noi.”
Bruckner stăpânea complet aspectele tehnice ale compoziției, dar, în ciuda numeroaselor piese pe care le scrisese deja, se pare că nu era încă suficient de încrezător în practica compoziției libere, așa că l-a vizitat pe dirijorul de teatru Otto Kitzler din Linz pentru a se perfecționa în acest domeniu. Kitzler, cu aproape zece ani mai tânăr decât Bruckner, admirator sincer al lucrărilor lui Hector Berlioz, Franz Liszt și Richard Wagner, i-a arătat lui Bruckner metodele moderne de compoziție.Lucrările lui Ludwig van Beethoven, Robert Schumann și Felix Mendelssohn Bartholdy au constituit, de asemenea, pietre de temelie ale acestor lecții. Kitzler și-a încurajat elevul să compună, în contrast cu Simon Sechter care îi interzisese anterior orice compoziție liberă în timpul lecțiilor. Așa au fost create primele lucrări instrumentale majore: un cvartet de coarde, o uvertură și „Simfonia de studiu”. În 1863 Kitzler a considerat studiile lui Bruckner ca finalizate cu succes. Între 1864 și 1868 a creat primele sale capodopere incluzând cele trei mise majore în re minor, în mi minor și în fa minor, precum și Simfonia nr. 1 în do minor.
Intrând în contact cu muzica lui Richard Wagner prin Kitzler, Bruckner studiase partiturile operelor Tannhäuser și Olandezul zburător care îl impresionaseră profund. În iunie 1865, la o reprezentație a operei Tristan și Isolda la München, l-a cunoscut personal pe veneratul compozitor. Wagner i-a oferit trei ani mai târziu conducerea scenei finale la premiera operei Maeștrii cântăreți din Nürnberg (4  aprilie 1868). Totuși, numeroasele activități (organist, director de cor și compozitor) și-au cerut tributul: puterea sa de muncă fusese atât de solicitată încât în 1867 a trebuit să se supună unui tratament pentru a-și reveni.
În 1868 prima simfonie a lui Bruckner sub propria conducere, a avut o premieră de succes pe care celebrul critic vienez Eduard Hanslick a recenzat-o pozitiv. Cu toate acestea, rezonanța ei a fost redusă, iar Bruckner dorea să facă cunoscute compozițiile sale unui public mai larg decât era posibil în provincie. Deoarece la moartea lui Simon Sechter în septembrie 1867, postul de profesor de teoria muzicii și de orgă la Conservatorul din Viena devenise vacant, precum și postul de organist al curții. Bruckner a decis să devină succesorul fostului său mentor și să se mute la Viena.

### Viena (1868–1896)
Când a ajuns la Viena Bruckner a primit imediat posturile dorite. În afară de tristul eveniment al morții surorii lui în apartamentul său la începutul anului 1870, în primii câțiva ani au existat succese artistice. În 1869 Bruckner a susținut concerte de mare succes la Nancy și Paris, iar în 1871 la Londra. Premierele Mesei în mi minor la Linz (1869) și a Mesei în fa minor la Viena (1872) au fost foarte apreciate. Perioada petrecută în capitala imperială a început promițător pentru compozitor fără a fi necesare eforturi pentru recunoașterea sa.
Situația a devenit problematică pentru Bruckner abia când a început să facă cunoscute vienezilor simfoniile sale. Simfonia nr. 2 în do minor prezentată în premieră de Filarmonica din Viena în 1873, sub conducerea compozitorului, a provocat o oarecare nemulțumire în rândul criticilor muzicali. Eduard Hanslick, care îl tratase pe Bruckner cu bunăvoință în timpul petrecut la Linz, se distanța acum din ce în ce mai mult de el. Ruptura totală dintre cei doi a survenit în 1877 când Bruckner și-a prezentat în premieră a treia simfonie – dedicată lui Richard Wagner – care a devenit cel mai mare eșec al carierei sale. Hanslick era un oponent ferm al Noii Școli Germane al cărei reprezentant cheie era Wagner și l-a considerat pe Bruckner de atunci înainte ca pe un periculos „epigon Wagner” care trebuia oprit. Recenziile sale despre operele lui Bruckner s-au transformat în respingere fanatică. În calitate de critic muzical important în Viena, el i-a influențat pe mulți dintre colegii săi în mod negativ privitor la Bruckner. Mulți critici îl considerau pe Bruckner un „wagnerian” și, după cum a devenit clar, un oponent al lui Johannes Brahms, pe care Hanslick îl admira. Doar un mic cerc de prieteni și susținători au rămas alături de compozitor. Printre aceștia se numărau Karl von Stremayr, Ministrul Educației și Culturii, care confirmase numirea lui Bruckner ca lector la Universitatea din Viena, câțiva dirijori (ca Hans Richter), elevii săi de la conservator și mulți studenți de la Universitatea din Viena, unde Bruckner ținea din 1875 prelegeri foarte frecventate, ca lector în teoria muzicală.
Abia odată cu premiera de succes a Simfoniei nr. 4 și a Cvintetului de coarde în fa major (1881), Bruckner a reușit să câștige într-o oarecare măsură respectul oponenților săi, dar linia separatoare dintre „Brahmsieni” și „Wagnerieni și Brucknerieni” a continuat să existe până la sfârșit. În ciuda acestui fapt, Bruckner s-a bucurat de o faimă de durată, așa cum a demonstrat turneul de concerte din Elveția în 1880.
Marea descoperire a muzicii lui Bruckner a venit abia odată cu premiera Simfoniei nr. 7 în 1884 prin tânărul dirijor Arthur Nikisch, la Leipzig, departe de „câmpul de luptă” din Viena. Simfoniile nr. 5 și nr. 6 au fost interpretate pentru prima dată la câțiva ani de la moartea compozitorului. Totuși, după ce Hermann Levi a contribuit la triumful celei de-a 7-a simfonii la München în 1885 și interpretarea Te Deum-ului de către Hans Richter la Viena în anul următor a fost un strălucit succes, muzica lui Bruckner s-a consolidat treptat atât în țară, cât și în străinătate. Împăratul Franz Joseph I a fost atât de impresionat de Te Deum încât i-a acordat lui Bruckner Crucea de Cavaler a Ordinului Franz Joseph. Între timp simfoniile sale anterioare au redevenit cunoscute. Cu toate acestea, înainte ca Bruckner să prezinte din nou Simfonia nr. 1 și Simfonia nr. 3, le-a supus revizuirii amănunțite. De asemenea, Simfonia nr. 8, a cărei schiță inițial fusese respinsă de Levi, a fost și ea revizuită de Bruckner, fiind dirijată de Hans Richter cu succes la Viena în 1892.

### Ultimii ani
Până la sfârșitul anilor 1880 sănătatea lui Bruckner s-a deteriorat treptat. El a fost diagnosticat, printre altele, cu diabet și insuficiență cardiacă. Compozitorul a fost nevoit să ia din ce în ce mai des concedii din funcțiile sale la universitate, conservator și orchestra curții. În 1891 s-a pensionat din funcția de profesor la conservator, în 1892 a demisionat din funcția de organist de curte și doi ani mai târziu a ținut ultima sa prelegere la universitate. Scopul vieții sale a devenit apoi compunerea Simfoniei a 9-a, idee pe care o urmărea din 1887. A primit numeroase distincții, inclusiv titlul de doctor onorific al Universității din Viena în 1891. În 1895 împăratul i-a acordat lui Bruckner și privilegiul de a ocupa un apartament în Palatul Belvedere fără plata vreunei chirii. Acolo și-a petrecut ultimul an de viață. Compozitorul a continuat să-și scrie opera cu neobosită creativitate, însă doar primele trei părți ale Simfoniei a 9-a au fost terminate, iar a patra a rămas un fragment.

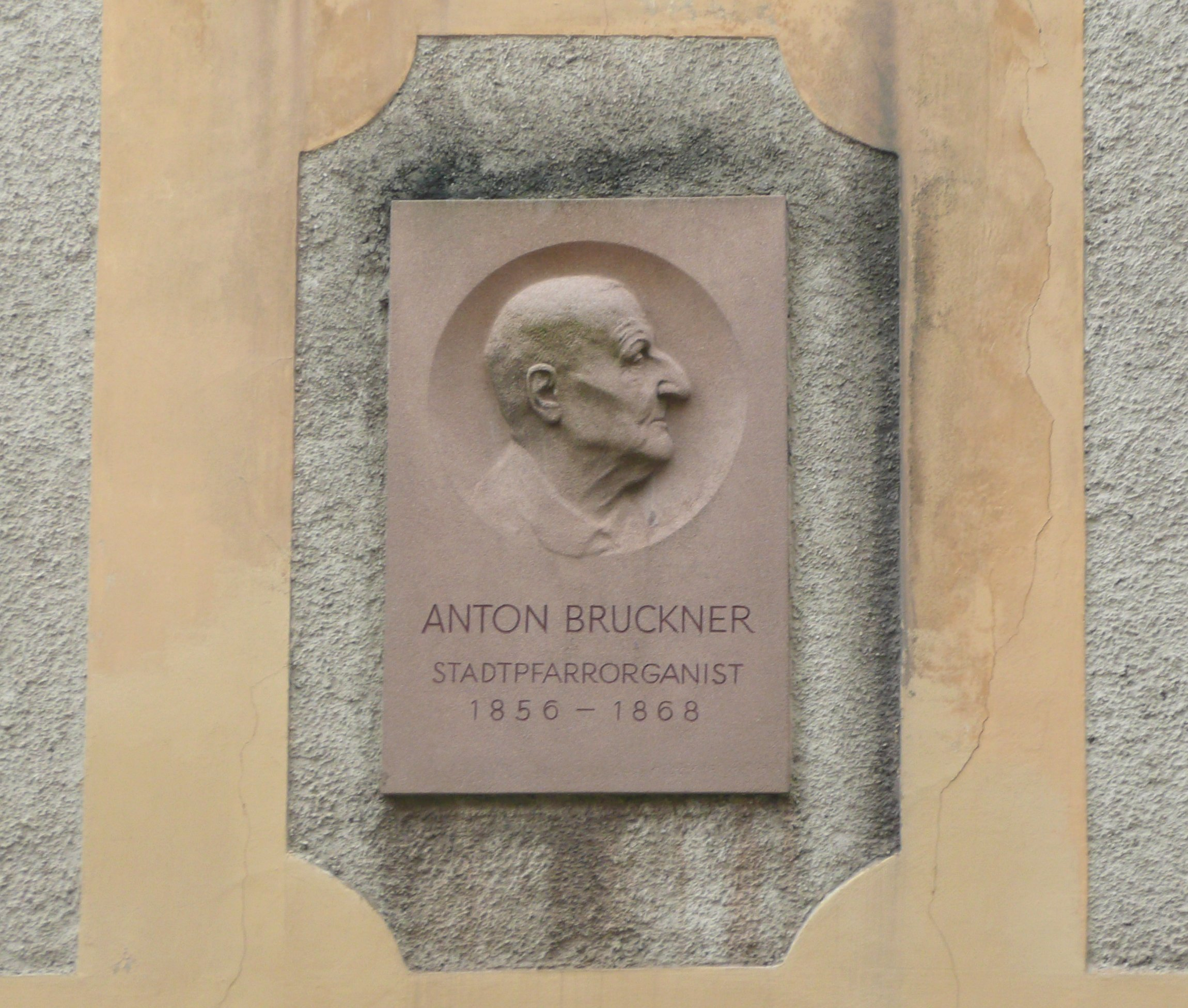
Placă comemorativă în Biserica parohială din Linz (de Adolf Wagner von der Mühl)

Bruckner a murit la 11 octombrie 1896 la ora 16:00, conform registrului de deces datorită unei probleme cardiace.
Anton Bruckner a fost înmormântat la 15 octombrie 1896 în Bazilica Mănăstirii Sankt Florian. Sarcofagul său se află sub orga bazilicii și poartă inscripția „Non confundar in aeternum” (ultimul rând din Te Deum).